# Kuranda Scenic Railway

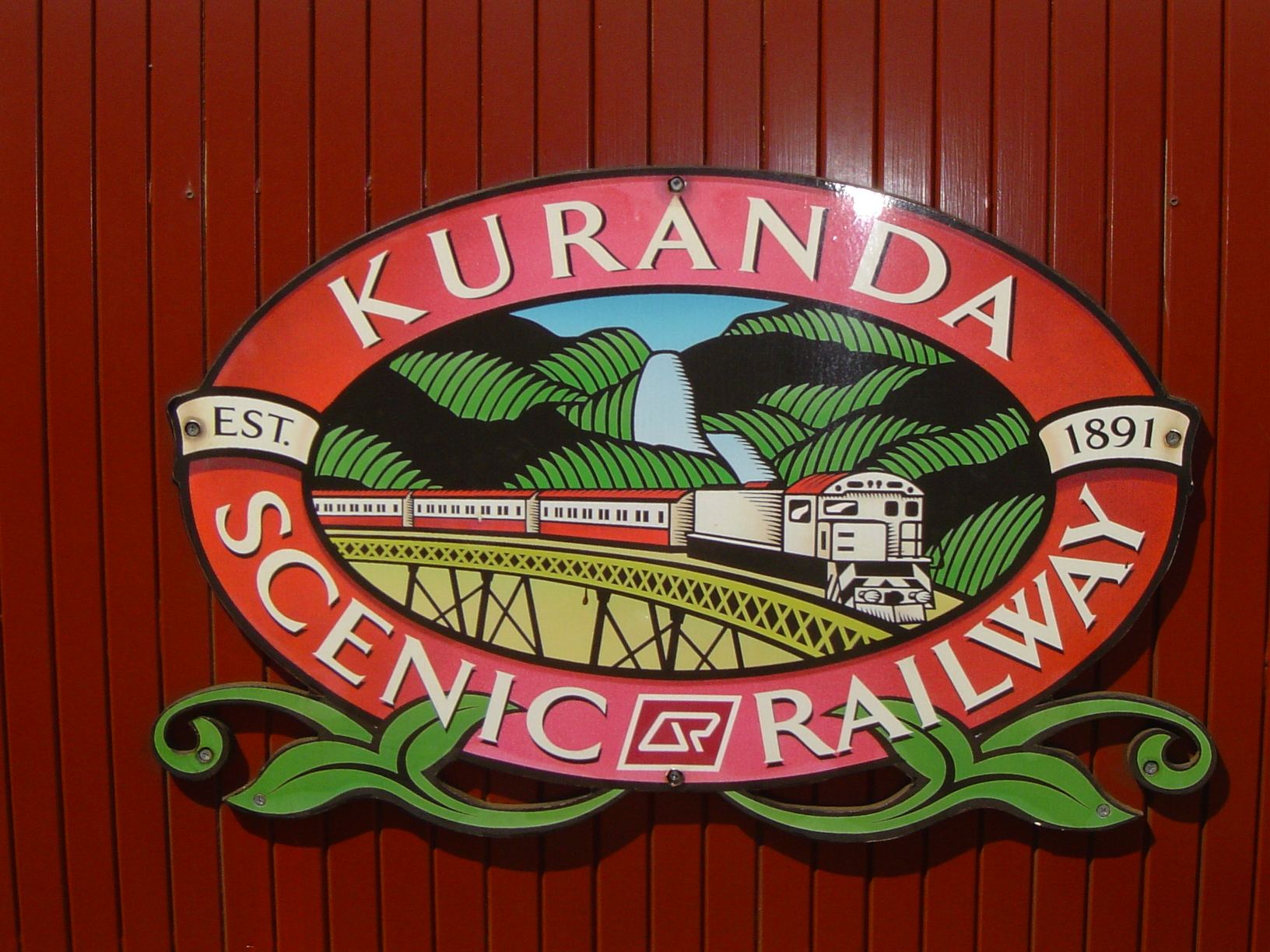
Logo van de Kuranda Scenic Railway

Kuranda Scenic Railway Map

De Kuranda Scenic Railway is een spoorlijn die van Cairns (Queensland, Australië) naar de nabijgelegen plaats Kuranda loopt.
De naam 'Kuranda Scenic Railway' wordt gebruikt voor:
- de spoorlijn zelf
- de toeristische trein die tweemaal per dag van Cairns naar Kuranda (v.v.) rijdt.

De spoorlijn kronkelt door de Macalister Range en wordt niet meer wordt gebruikt voor regelmatige diensten. Zij loopt door de plaatsen Stratford, Freshwater (stopt bij Freshwater Station) en Redlynch vóór het bereiken van Kuranda.

## Attracties
Het huidige station is gebouwd in 1915. In het dorp is een markt te vinden met diverse kunststalletjes en restaurants. In Kuranda bevinden zich onder andere ook een vogelpark, een vlindertuin en een koalaopvangcentrum. Om het dorp heen zijn ook talrijke wandelpaden en uitzichtpunten, op onder andere de Barronrivier. De toeristische trein stopt bij een uitkijkpunt met een prachtig uitzicht op de Barron Falls. De trein rijdt ook langs enkele kleinere watervallen, waaronder Stoney Creek Falls.

## Geschiedenis
De spoorweg werd voltooid tot Kuranda in 1891. Er zijn vele levens verloren gegaan bij het bouwen van tunnels en bruggen op de route. De eerste operatie van een toeristisch treintje van Cairns naar Kuranda was in 1936, met behulp van vier lengterichting geplaatste zitplaatsen rijtuigen. In 1995 moesten grote herstellingen worden uitgevoerd nadat het spoor ernstig beschadigd was door vallende rotsen.

## Galerij

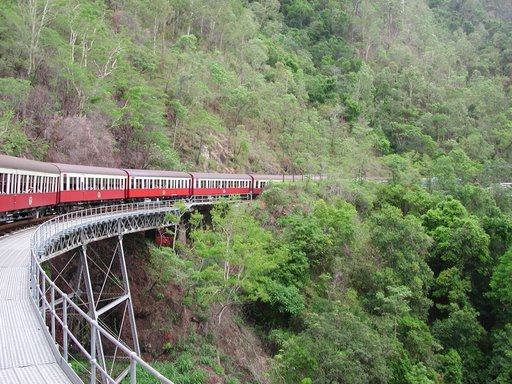
Zicht vanuit de trein op Stoney Creek Falls brug
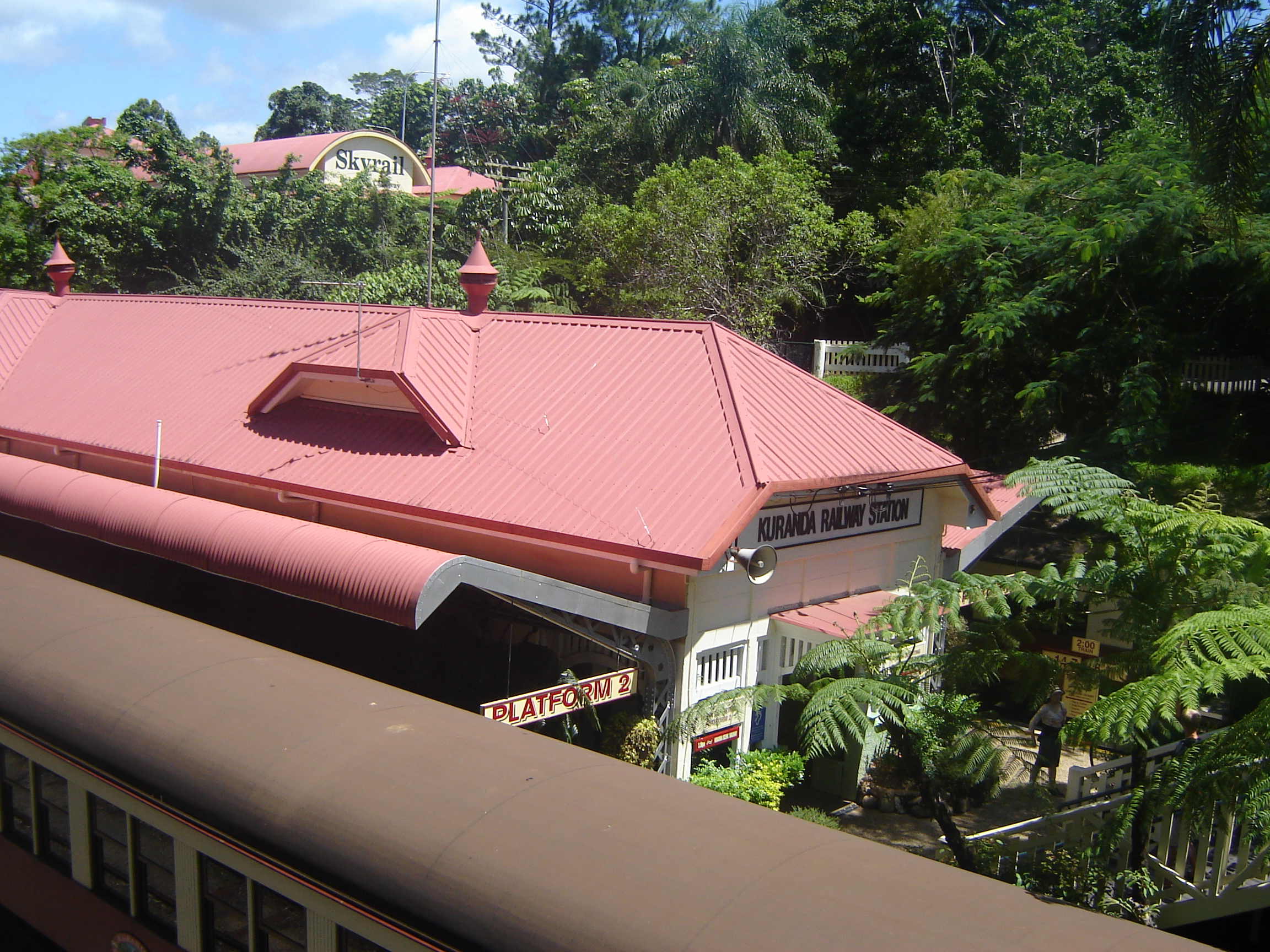
Kuranda station
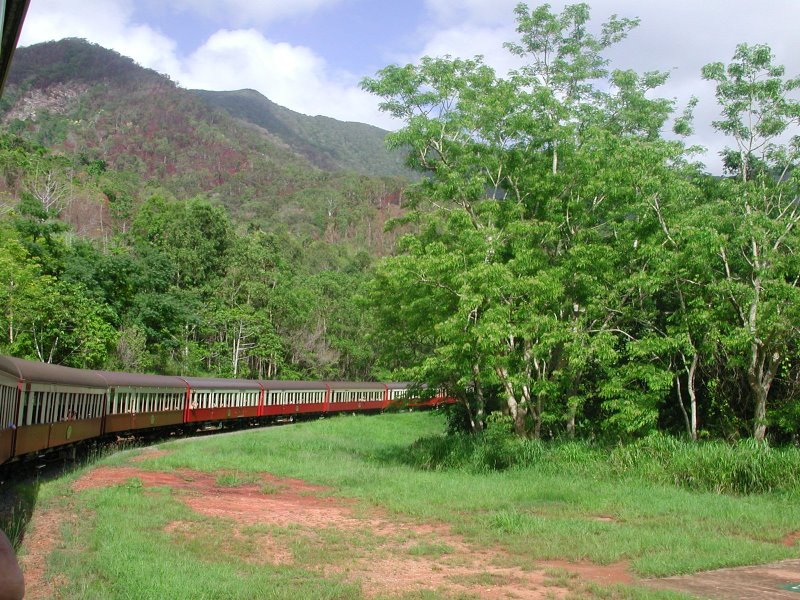
Uitzicht vanuit de trein
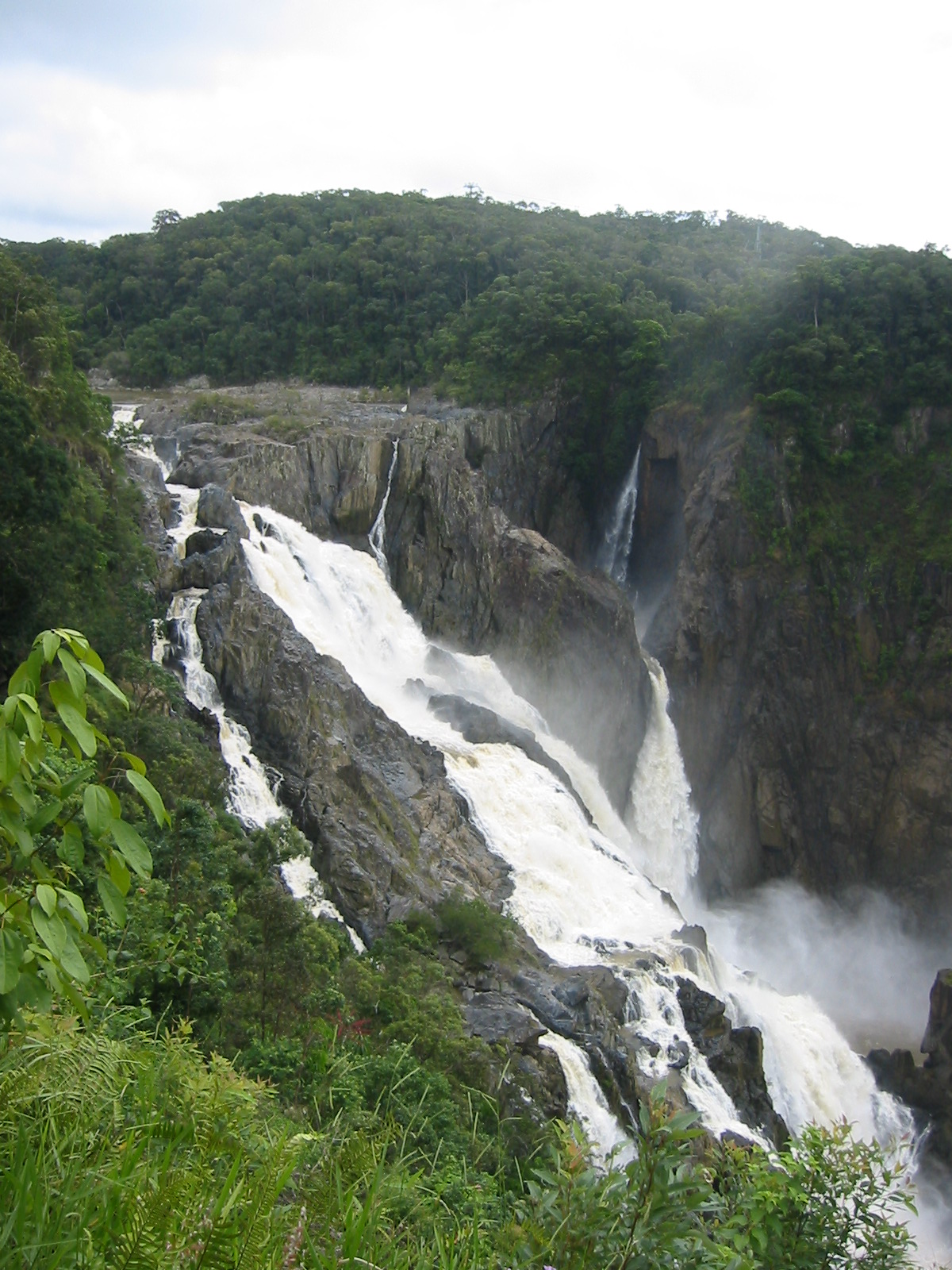
Barron Falls van de trein-Stop
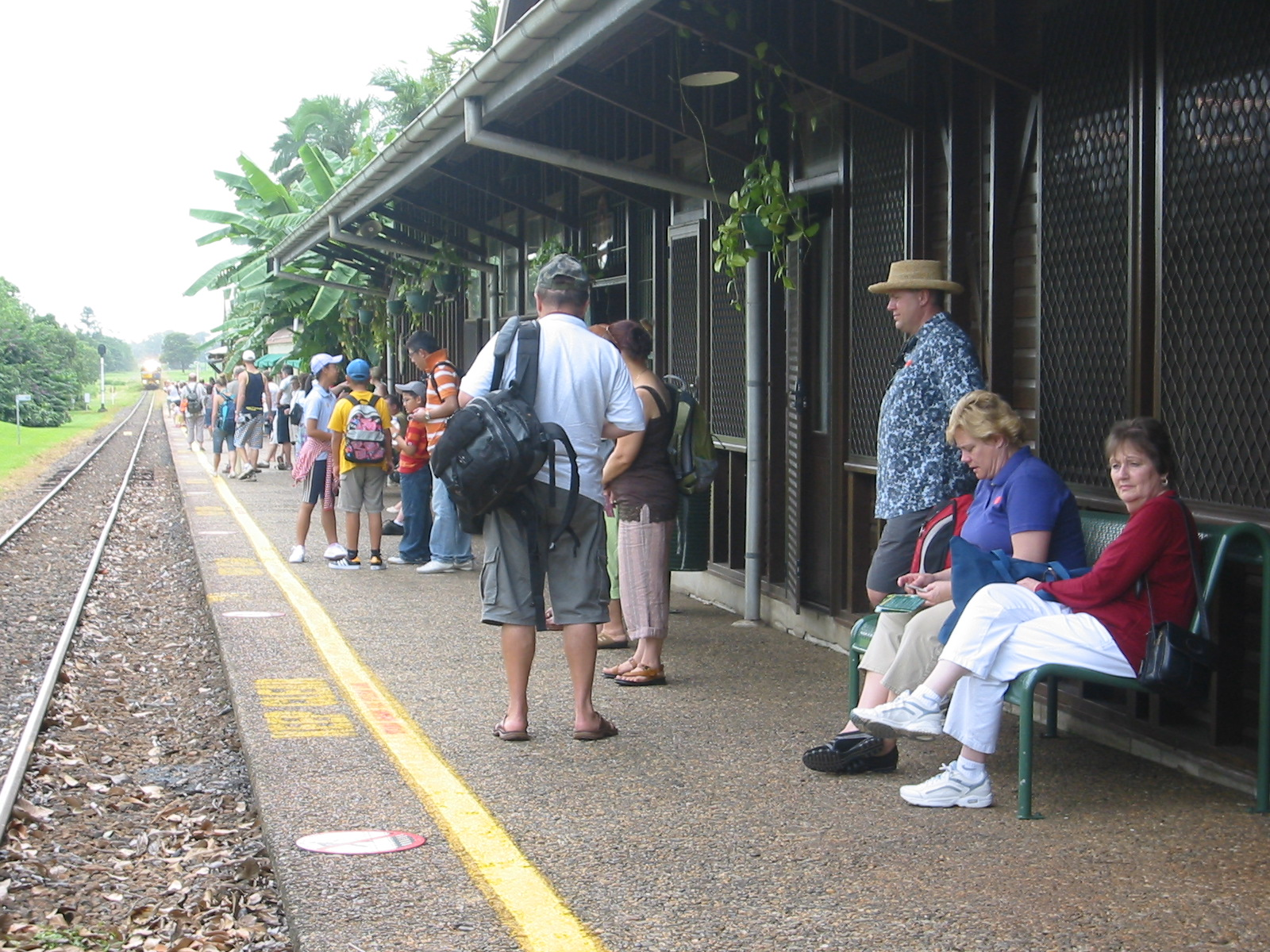
Station Freshwater met naderende trein
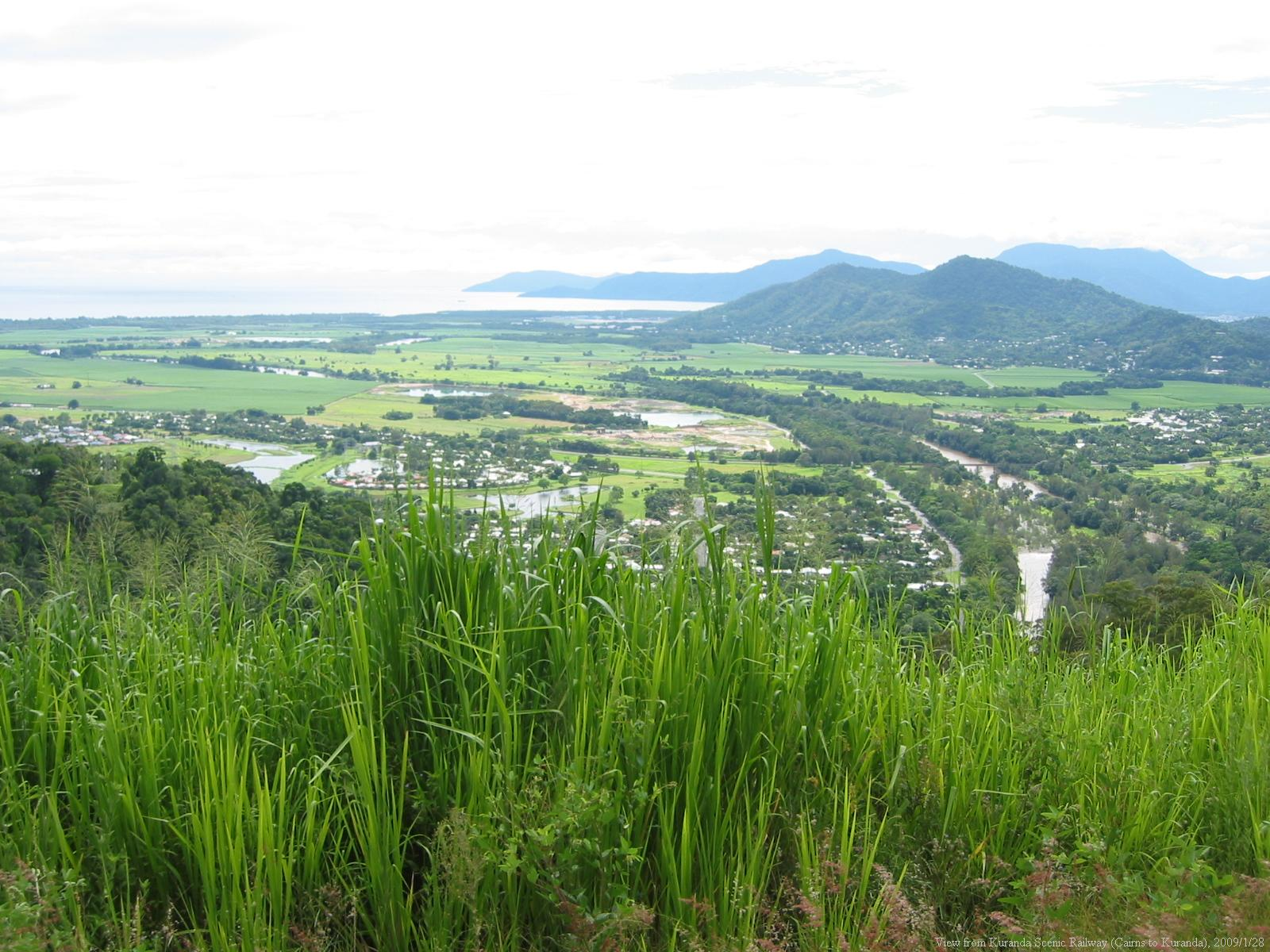
De Coral Sea, kustvlakten, bergen - en een aantal overstromingen - gezien vanuit de trein
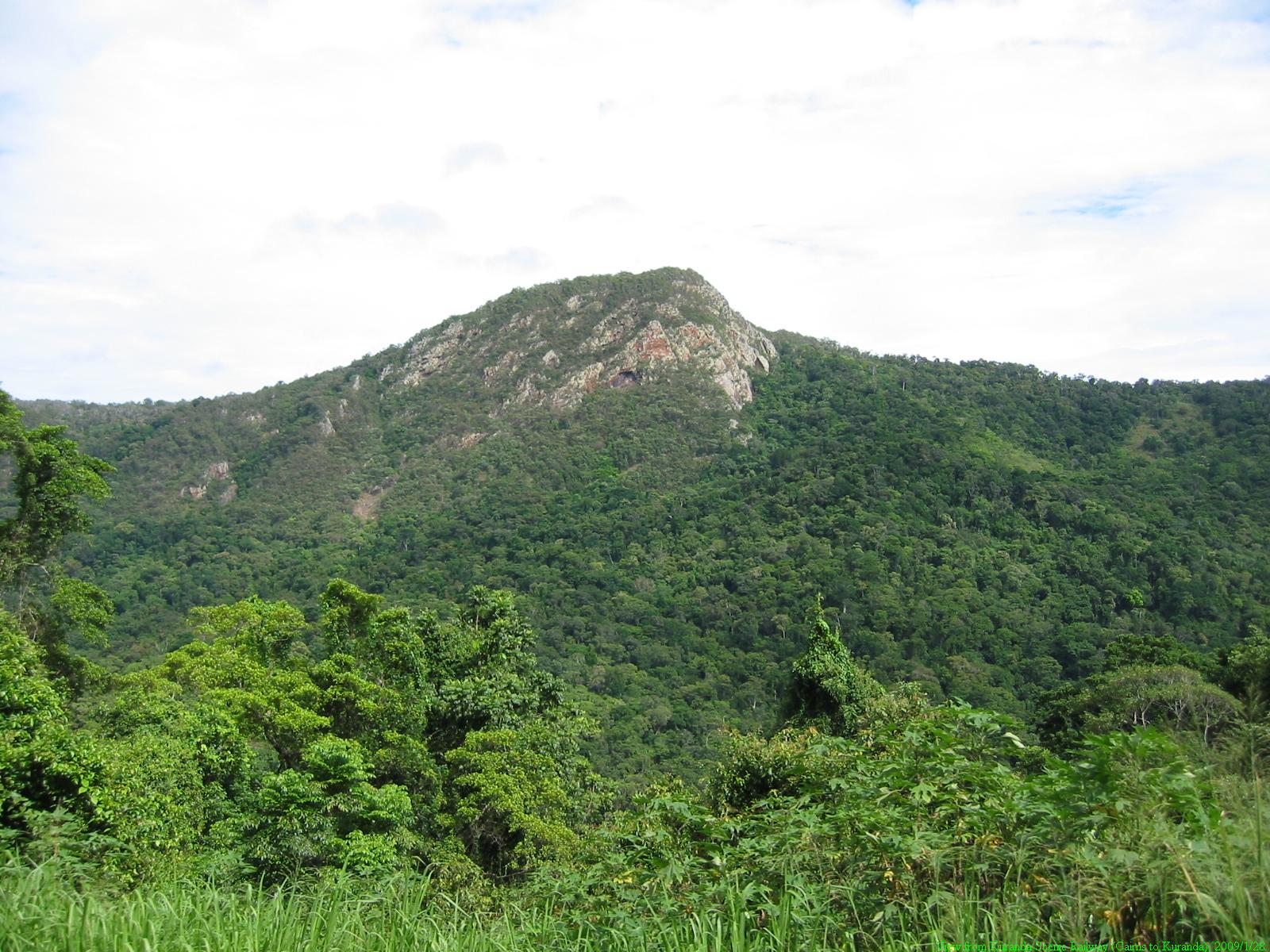
Berglandschap van de trein gezien
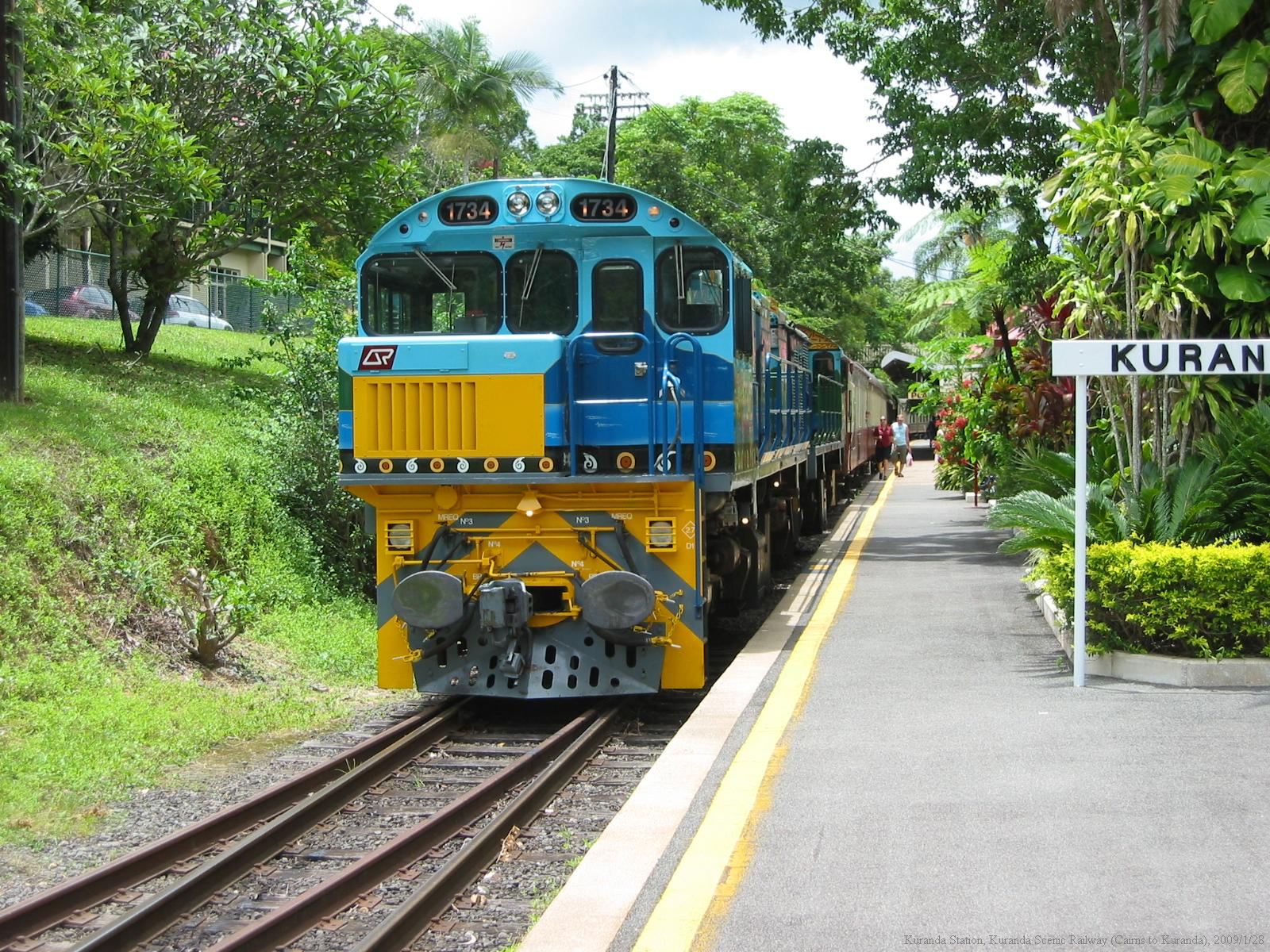
Trein gereed voor de terugreis naar Cairns